# Доктор Ноу
«Доктор Ноу» (англ. Dr. No) — перший фільм із серії фільмів про англійського агента Джеймса Бонда, героя романів Яна Флемінга. Екранізація однойменного роману Яна Флемінга. Роль Бонда тут вперше виконав Шон Коннері. Єдиний фільм Бондіани, де немає традиційного прологу перед початковими титрами.

## Сюжет
На Ямайці кілери з організації «Сліпі миші» вбивають співробітника англійської спецслужби МІ-6 Стренґвейза і його секретарку, застреливши обох із пістолетів з глушниками і забравши трупи. Коли Стренґвейз не виходить на черговий сеанс зв'язку зі штаб-квартирою МІ-6 у Лондоні, «М», начальник спецслужби, викликає Джеймса Бонда, агента 007, до себе. В цей час Бонд грає в карти в лондонському клубі, де знайомиться з дівчиною Сильвією Тренч. Але коли він дізнався, що його викликає «М», дає дівчині свою візитку і їде до штабу МІ-6.
У приймальні Бонд перекидається кількома словами із секретаркою Маніпенні, яка закохана в нього. Бонд заходить до кабінету «М». Той розповідає Бондові, що на замовлення НАСА Стренґвейз проводив на Ямайці розслідування, пов'язані з загадковими радіохвилями. Ці радіохвилі якимсь чином впливали на американські ракети, змушуючи їх падати під час зльоту. На останній сеанс зв'язку Стренґвейз не вийшов. «М» дає Бонду завдання вирушити на Ямайку й з'ясувати, що ж сталось зі Стренґвейзом. Крім того, він просить 007 замінити свій старий пістолет — «Беретту» — на новий — «Вальтер ППК». Джеймс заїжджає додому, де зустрічається із Сильвією, а потім вирушає на Ямайку.
У аеропорту Кінґстона його зустрічає водій, якого він не замовляв, і вони їдуть до міста. За ними стежать на авто двоє людей. Бонд просить водія відірватися від переслідувачів, і той звертає в ліс. Там 007, погрожуючи пістолетом, намагається дізнатись у водія, хто його прислав, але той ковтає отруту і вмирає. Бонд приїжджає до губернатора Ямайки, і вони починають розслідування. Незабаром Бонд дізнається, що люди, які за ним стежили, це агент ЦРУ Фелікс Лайтер і рибалка Кворрел, який допомагав Стренґвейзові. Далі вони працюють разом.
Хтось намагається вбити Бонда: спершу хочуть застрелити, потім підкидають у номер отруйного павука, — але нічого з цього не виходить. Від Кворрела Джеймс дізнається, що Стренґвейз підозрював такого собі доктора Ноу, який проживає на своєму острові біля Ямайки. Зразки ґрунту з цього острова виявляються радіоактивними. Далі Бонд починає підозрювати секретарку губернатора міс Таро у зраді. Вона запрошує його до себе додому на вечерю, але по дорозі на машину агента нападають «Сліпі миші». Бонд скидає машину бандитів із кручі, а в будинку Таро викриває її і віддає владі. Там же він влаштовує засідку на професора Дента, який має намір убити Бонда. Після цього Джеймс разом із Кворрелом вирушає на човні до острова доктора Ноу.
Там він зустрічає Гані Райдер, яка шукає мушлі. Їх виявляють люди доктора. Після переслідування вони вбивають Кворрела, ловлять агента й дівчину і відвозять на базу доктора. База знаходилася під землею і має захист від радіації. Доктор Ноу запрошує Бонда на обід і розповідає йому, що є членом терористичної організації СПЕКТР і, використовуючи радіаційний промінь, збиває американські космічні ракети. Потім 007 кидають до камери, звідки він утікає через систему вентиляції. Він одягає костюм працівника бази і під час старту американської ракети підвищує температуру реактора бази до максимуму, що спричиняє аварію, руйнуючи тим самим плани доктора Ноу. Той намагається вбити Бонда, але Джеймс скидає його в систему охолодження реактора. Починається загальна паніка. 007 звільняє Гані, і вони втікають з острова на човні. Реактор і база Ноу вибухає. Згодом агента й дівчину знаходять у морі Фелікс Лайтер і берегова охорона.

## У ролях
- Шон Коннері — Джеймс Бонд
- Урсула Андресс — Гані Райдер
- Джозеф Вайсман — Доктор Джуліус Но
- Джек Лорд — Фелікс Лайтер
- Ентоні Доусон — Професор Дент
- Джон Кіцміллер — Кворрел
- Бернард Лі — M
- Лоїс Максвелл — Міс Маніпенні
- Зена Маршалл — Міс Таро
- Еніс Гейсон — Сильвія Тренч
- Пітер Бертон — Майор Бутройд
- Тімоті Моксон — Джон Стренґвейз

## Цікаві факти
- На 01:25:00 у лігві Доктора Ноу Бонд бачить картину Франсіско де Гойї «Портрет герцога Веллінгтона». На час виходу фільму реальна картина була викрадена — вона зникла у 1961 р., і це був резонансний злочин. Картину повернули тільки в 1965 р.